# Sainte-Marie-de-Chignac
Sainte-Marie-de-Chignac – miejscowość i dawna gmina we Francji, w regionie Nowa Akwitania, w departamencie Dordogne. W 2013 roku populacja gminy wynosiła 590 mieszkańców. 
1 stycznia 2017 roku połączono dwie ówczesne gminy: Boulazac Isle Manoire oraz Sainte-Marie-de-Chignac. Siedzibą gminy została miejscowość Boulazac, a nowa gmina przyjęła jej nazwę Boulazac Isle Manoire. 